# Saison 2013-2014 du Real Madrid
Maillots
Dernière mise à jour : 24 mai 2014.
Chronologie
Saison précédente Saison suivante
Cette saison fait suite à la saison 2012-2013 qui a vu le Real Madrid remporter la Supercoupe d'Espagne, cette saison est par ailleurs la 83e du club en Liga.
Lors de la saison 2013-2014, le Real Madrid est engagé dans trois compétitions officielles : Liga BBVA, Coupe du Roi et la Ligue des Champions.
À la suite du départ de José Mourinho pour l'équipe de Chelsea FC, c'est l’entraîneur italien Carlo Ancelotti qui est nommé entraîneur pour trois saisons avec Zinédine Zidane comme assistant.
Les principales incorporations sont celles de l'international gallois Gareth Bale et du défenseur espagnol Daniel Carvajal tandis que Kaká, Gonzalo Higuaín, Raúl Albiol, José Callejón et Mesut Özil quittent le club.
Lors de cette saison, le Real remporte deux titres : Coupe du Roi et Ligue des Champions.

## Pré-saison et transferts
Le 30 mai, après 6 ans de sponsoring Bwin Interactive Entertainment sur le maillot, le club madrilène annonce qu'Emirates sera le nouveau sponsor maillot du club pour les 5 prochaines années pour un montant de 150 millions d'euros.
Le 3 juin, le Real Madrid annonce la signature de Dani Carvajal, le latéral droit du Bayer Leverkusen, le club madrilène a utilisé sa clause de rachat de 6,5 millions d'euros car il est formé au club.
Le 10 juin, le Real Madrid annonce la signature du Brésilien Casemiro pour 6 millions d'euros, il était prêté par le São Paulo Futebol Clube au sein du Real Madrid Castilla.
Le 27 juin, le Real Madrid annonce la signature du milieu de terrain du Malaga CF, Isco pour 30 millions d'euros.
Le 12 juillet, le Real Madrid annonce la signature du milieu de terrain de la Real Sociedad, Asier Illarramendi pour 38,8 millions d'euros.
Le 1er septembre, le Real Madrid annonce la signature de l'international gallois, Gareth Bale pour 91 millions d'euros en provenance de Tottenham Hotspur.

## Matchs amicaux et tournée
Le 21 juillet, le Real Madrid commence ses matchs amicaux contre le club de D2 Anglaise, AFC Bournemouth à Londres.
Le Real Madrid se déplace le 24 juillet au stade de Gerland pour affronter l'Olympique lyonnais.
Le 27 juillet, le Real Madrid se déplace en Suède pour affronter le Paris Saint-Germain au stade Ullevi de Göteborg dans le cadre d'un trophée amical le "SuperMatchen" et remporte son premier trophée avec Carlo Ancelotti.
Le 2 août, le club Madrilène dispute un quart de finale contre Los Angeles Galaxy lors de l'International Champions Cup aux États-Unis.
Le 4 août, le Real dispute une demi-finale contre Everton FC lors de l'International Champions Cup aux États-Unis.
Le 8 août, le Real dispute la finale de l'International Champions Cup face à Chelsea et remporte le tournoi.
Le 10 août, Le Real Madrid se déplace dans le Missouri pour affronter l'Inter Milan dans le stade Edward Jones Dome de Saint-Louis pour conclure sa tournée aux États-Unis.
Le 22 août, le Real Madrid affronte Al Sadd Sports Club le club du légendaire Raúl González qui refoulera la pelouse du stade Santiago Bernabéu à l'occasion du Trophée Santiago Bernabéu et remporte le trophée pour la 24e fois de son histoire.
Et pour finir sa préparation, le 29 août le Real Madrid affronte Deportivo La Corogne à l'occasion du Trophée Teresa-Herrera et remporte le trophée pour la 9e fois de son histoire.

## Recrutement

### Arrivées
| Joueur             | Pays           | Âge | Poste        | Type de transfert | Durée        | Indemnité        | Période       | Provenance                                  |
| ------------------ | -------------- | --- | ------------ | ----------------- | ------------ | ---------------- | ------------- | ------------------------------------------- |
| Pedro León         | Espagne        | 26  | Ailier droit | Retour de prêt    | -            | -                | Mercato d'été | Getafe CF (Liga BBVA)                       |
| Jesé               | Espagne        | 20  | Attaquant    | Promotion         | 4 ans (2017) | 0€               | Mercato d'été | Real Madrid Castilla (Liga Adelante)        |
| Denis Cheryshev    | Russie         | 22  | Attaquant    | Promotion         | 4 ans (2017) | 0€               | Mercato d'été | Real Madrid Castilla (Liga Adelante)        |
| Casemiro           | Brésil         | 21  | Milieu       | Achat             | 4 ans (2017) | 6 millions d'€   | Mercato d'été | Sao Paulo FC (Brasileirão)                  |
| Dani Carvajal      | Espagne        | 21  | Défenseur    | Achat             | 6 ans (2019) | 6,5 millions d'€ | Mercato d'été | Bayer Leverkusen (Bundesliga)               |
| Isco               | Espagne        | 21  | Milieu       | Achat             | 5 ans (2018) | 30 millions d'€  | Mercato d'été | Málaga CF (Liga BBVA)                       |
| Asier Illarramendi | Espagne        | 23  | Milieu       | Achat             | 6 ans (2019) | 39 millions d'€  | Mercato d'été | Real Sociedad (Liga BBVA)                   |
| Gareth Bale        | Pays de Galles | 24  | Milieu       | Achat             | 6 ans (2019) | 101 millions d'€ | Mercato d'été | Tottenham Hotspur (Barclays Premier League) |

### Départs
| Joueur           | Pays      | Âge | Poste         | Type de transfert      | Durée        | Indemnité        | Période       | Destination                      |
| ---------------- | --------- | --- | ------------- | ---------------------- | ------------ | ---------------- | ------------- | -------------------------------- |
| Álvaro Negredo   | Espagne   | 27  | Attaquant     | Clause de contrat      | -            | 4,4 millions d'€ | Mercato d'été | Manchester City (Premier League) |
| Michael Essien   | Ghana     | 30  | Milieu        | Retour de prêt         | -            | -                | Mercato d'été | Chelsea FC (Premier League)      |
| Antonio Adán     | Espagne   | 26  | Gardien       | Résiliation de contrat | -            | -                | Mercato d'été | Cagliari Calcio (Serie A)        |
| Ricardo Carvalho | Portugal  | 35  | Défenseur     | Fin de contrat         | -            | -                | Mercato d'été | AS Monaco (Ligue 1)              |
| Denis Cheryshev  | Russie    | 22  | Ailier gauche | Prêt                   | 1 an (2014)  | -                | Mercato d'été | FC Séville (Liga BBVA)           |
| Pedro León       | Espagne   | 26  | Ailier droit  | Transfert              | -            | 6 millions d'€   | Mercato d'été | Getafe CF (Liga BBVA)            |
| Kaká             | Brésil    | 31  | Milieu        | Transfert              | 2 ans (2015) | 5 millions d'€   | Mercato d'été | AC Milan (Serie A)               |
| José Callejón    | Espagne   | 26  | Attaquant     | Transfert              | 5 ans (2018) | 10 millions d'€  | Mercato d'été | SSC Naples (Serie A)             |
| Raúl Albiol      | Espagne   | 27  | Défenseur     | Transfert              | 4 ans (2017) | 12 millions d'€  | Mercato d'été | SSC Naples (Serie A)             |
| Gonzalo Higuaín  | Argentine | 25  | Attaquant     | Transfert              | 5 ans (2018) | 37 millions d'€  | Mercato d'été | SSC Naples (Serie A)             |
| Mesut Özil       | Allemagne | 25  | Milieu        | Transfert              | 5 ans (2018) | 50 millions d'€  | Mercato d'été | Arsenal FC (Premier League)      |

## Rencontres de la saison

### Matchs amicaux
| Date                        | Adversaire           | Division | Lieu                                             | Score | Buteurs                                                                     |
| Match amical                |                      |          |                                                  |       |                                                                             |
| 21 juillet 2013             | AFC Bournemouth      | D2       | Stade Goldsands, Bournemouth, Royaume-Uni        | 0-6   | Ronaldo 22e (cf.) 40e, Khedira 43e, Higuaín 46e, Di María 68e, Casemiro 83e |
| 24 juillet 2013             | Olympique lyonnais   | D1       | Stade de Gerland, Lyon, France                   | 2-2   | Morata 78e (pen.), Casemiro 84e                                             |
| Super Matchen               |                      |          |                                                  |       |                                                                             |
| 27 juillet 2013             | Paris Saint-Germain  | D1       | Ullevi, Göteborg, Suède                          | 1-0   | Benzema 23e                                                                 |
| International Champions Cup |                      |          |                                                  |       |                                                                             |
| 2 août 2013                 | Los Angeles Galaxy   | MLS      | University of Phoenix Stadium, Glendale, Arizona | 3-1   | Di María 15e, Benzema 51e 75e                                               |
| 4 août 2013                 | Everton              | D1       | Dodger Stadium, Los Angeles, Californie          | 1-2   | Ronaldo 17e, Özil 31e                                                       |
| 8 août 2013                 | Chelsea              | D1       | Sun Life Stadium, Miami Gardens, Floride         | 3-1   | Marcelo 14e, Ronaldo 31e (cf.) 57e                                          |
| Match amical                |                      |          |                                                  |       |                                                                             |
| 10 août 2013                | Inter Milan          | D1       | Edward Jones Dome, Saint-Louis, Missouri         | 3-0   | Kaká 11e, Ronaldo 38e, Álvarez 68e (csc)                                    |
| Trophée Santiago Bernabéu   |                      |          |                                                  |       |                                                                             |
| 22 août 2013                | Al Sadd              | QSL      | Santiago Bernabéu, Madrid, Espagne               | 5-0   | Raúl 23e, Isco 59e, Benzema 79e (pen.), Jesé 82e 87e                        |
| Trophée Teresa-Herrera      |                      |          |                                                  |       |                                                                             |
| 29 août 2013                | Deportivo La Corogne | D2       | Stade du Riazor, La Corogne, Espagne             | 0-4   | Kaká 6e 86e, Morata 12e, Casemiro 16e                                       |
| Match amical                |                      |          |                                                  |       |                                                                             |
| 2 janvier 2014              | Paris Saint-Germain  | D1       | Khalifa International Stadium, Doha, Qatar       | 0-1   | Jesé 19e                                                                    |

### LIGA BBVA
| Date       | J.     | Adversaire         | Lieu                                    | Score | Buteurs                                                              |
| ---------- | ------ | ------------------ | --------------------------------------- | ----- | -------------------------------------------------------------------- |
| 18/08/2013 | 1re J. | Betis Séville      | Santiago Bernabéu, Madrid               | 2-1   | Benzema 25e, Isco 86e                                                |
| 26/08/2013 | 2e J.  | Grenade CF         | Nuevo Los Cármenes, Grenade             | 0-1   | Benzema 10e                                                          |
| 01/09/2013 | 3e J.  | Athletic Bilbao    | Santiago Bernabéu, Madrid               | 3-1   | Isco 25e 72e, Ronaldo 45+1e                                          |
| 14/09/2013 | 4e J.  | Villarreal CF      | El Madrigal, Vila-real                  | 2-2   | Bale 38e, Ronaldo 64e                                                |
| 22/09/2013 | 5e J.  | Getafe CF          | Santiago Bernabéu, Madrid               | 4-1   | Pepe 19e, Ronaldo 34e (pen.) 90+3e, Isco 59e                         |
| 25/09/2013 | 6e J.  | Elche CF           | Martínez Valero, Elche                  | 1-2   | Ronaldo 51e (cf.) 90+6e (pen.)                                       |
| 28/09/2013 | 7e J.  | Atlético Madrid    | Santiago Bernabéu, Madrid               | 0-1   |                                                                      |
| 05/10/2013 | 8e J.  | Levante UD         | Ciutat de València, Valence             | 2-3   | Ramos 61e, Morata 90e, Ronaldo 90+4e                                 |
| 19/10/2013 | 9e J.  | Málaga CF          | Santiago Bernabéu, Madrid               | 2-0   | Di María 46e, Ronaldo 90+1e (pen.)                                   |
| 26/10/2013 | 10e J. | FC Barcelone       | Camp Nou, Barcelone                     | 2-1   | Jesé 90+1e                                                           |
| 30/10/2013 | 11e J. | Séville FC         | Santiago Bernabéu, Madrid               | 7-3   | Bale 13e 27e (cf.), Ronaldo 32e (pen.) 60e 71e, Benzema 52e 79e      |
| 02/11/2013 | 12e J. | Rayo Vallecano     | Estadio de Vallecas, Madrid             | 2-3   | Ronaldo 3e 48e, Benzema 31e                                          |
| 09/11/2013 | 13e J. | Real Sociedad      | Santiago Bernabéu, Madrid               | 5-1   | Ronaldo 12e 26e (pen.) 76e (cf.), Benzema 18e, Khedira 36e           |
| 23/11/2013 | 14e J. | UD Almería         | Estadio Mediterráneo, Almería           | 0-5   | Ronaldo 3e, Benzema 61e, Bale 71e, Isco 75e, Morata 80e              |
| 30/11/2013 | 15e J. | Real Valladolid    | Santiago Bernabéu, Madrid               | 4-0   | Bale 33e 64e 89e, Benzema 36e                                        |
| 14/12/2013 | 16e J. | CA Osasuna         | El Sadar, Pampelune                     | 2-2   | Isco 45e, Pepe 80e                                                   |
| 22/12/2013 | 17e J. | Valence CF         | La Mestalla, Valence                    | 2-3   | Di María 28e, Ronaldo 40e, Jesé 82e                                  |
| 06/01/2014 | 18e J. | Celta Vigo         | Santiago Bernabéu, Madrid               | 3-0   | Benzema 67e, Ronaldo 82e 90+3e                                       |
| 12/01/2014 | 19e J. | Espanyol Barcelone | Cornellà-El Prat, Cornellà de Llobregat | 0-1   | Pepe 55e                                                             |
| 18/01/2014 | 20e J. | Betis Séville      | Benito-Villamarín, Séville              | 0-5   | Ronaldo 11e, Bale 25e (cf.), Benzema 45+1e, Di María 61e, Morata 90e |
| 25/01/2014 | 21e J. | Grenade CF         | Santiago Bernabéu, Madrid               | 2-0   | Ronaldo 57e, Benzema 74e                                             |
| 02/02/2014 | 22e J. | Athletic Bilbao    | San Mamés Barria, Bilbao                | 1-1   | Jesé 64e                                                             |
| 08/02/2014 | 23e J. | Villarreal CF      | Santiago Bernabéu, Madrid               | 4-2   | Bale 6e, Benzema 24e 75e, Jesé 64e                                   |
| 16/02/2014 | 24e J. | Getafe CF          | Coliseum Alfonso Pérez, Getafe          | 0-3   | Jesé 5e, Benzema 27e, Modrić 66e                                     |
| 22/02/2014 | 25e J. | Elche CF           | Santiago Bernabéu, Madrid               | 3-0   | Illarramendi 34e, Bale 71e, Isco 80e                                 |
| 02/03/2014 | 26e J. | Atlético Madrid    | Vicente-Calderón, Madrid                | 2-2   | Benzema 3e, Ronaldo 82e                                              |
| 09/03/2014 | 27e J. | Levante UD         | Santiago Bernabéu, Madrid               | 3-0   | Ronaldo 11e, Marcelo 49e, Níkos 81e (csc)                            |
| 15/03/2014 | 28e J. | Málaga CF          | La Rosaleda, Malaga                     | 0-1   | Ronaldo 23e                                                          |
| 23/03/2014 | 29e J. | FC Barcelone       | Santiago Bernabéu, Madrid               | 3-4   | Benzema 20e 24e, Ronaldo 55e (pen.)                                  |
| 26/03/2014 | 30e J. | Séville FC         | Sanchez Pizjuan, Séville                | 2-1   | Ronaldo 14e (cf.)                                                    |
| 29/03/2014 | 31e J. | Rayo Vallecano     | Santiago Bernabéu, Madrid               | 5-0   | Ronaldo 15e, Carvajal 55e, Bale 68e 70e, Morata 78e                  |
| 05/04/2014 | 32e J. | Real Sociedad      | Anoeta, Saint-Sébastien                 | 0-4   | Illarramendi 44e, Bale 65e, Pepe 84e, Morata 88e                     |
| 12/04/2014 | 33e J. | UD Almería         | Santiago Bernabéu, Madrid               | 4-0   | Di María 28e, Bale 52e, Isco 55e, Morata 84e                         |
| 26/04/2014 | 35e J. | CA Osasuna         | Santiago Bernabéu, Madrid               | 4-0   | Ronaldo 6e 51e, Ramos 59e, Carvajal 83e                              |
| 04/05/2014 | 36e J. | Valence CF         | Santiago Bernabéu, Madrid               | 2-2   | Ramos 59e, Ronaldo 90+2e                                             |
| 07/05/2014 | 34e J. | Real Valladolid    | José Zorrilla, Valladolid               | 1-1   | Ramos 35e (cf.)                                                      |
| 11/05/2014 | 37e J. | Celta Vigo         | Balaídos, Vigo                          | 2-0   |                                                                      |
| 17/05/2014 | 38e J. | Espanyol Barcelone | Santiago Bernabéu, Madrid               | 3-1   | Bale 64e, Morata 86e 90+1e                                           |

| Rang | Équipe             | Pts | J  | G  | N  | P  | Bp  | Bc | Diff |
| ---- | ------------------ | --- | -- | -- | -- | -- | --- | -- | ---- |
| 1    | Atlético Madrid    | 90  | 38 | 28 | 6  | 4  | 77  | 26 | +51  |
| 2    | FC Barcelone T S   | 87  | 38 | 27 | 6  | 5  | 100 | 33 | +67  |
| 3    | Real Madrid C C1   | 87  | 38 | 27 | 6  | 5  | 104 | 38 | +66  |
| 4    | Athletic Bilbao    | 70  | 38 | 20 | 10 | 8  | 66  | 39 | +27  |
| 5    | Séville FC C3      | 63  | 38 | 18 | 9  | 11 | 69  | 52 | +17  |
| 6    | Villarreal CF P    | 59  | 38 | 17 | 8  | 13 | 60  | 44 | +16  |
| 7    | Real Sociedad      | 59  | 38 | 16 | 11 | 11 | 62  | 55 | +7   |
| 8    | Valence CF         | 49  | 38 | 13 | 10 | 15 | 51  | 53 | -2   |
| 9    | Celta Vigo         | 49  | 38 | 14 | 7  | 17 | 49  | 54 | -5   |
| 10   | Levante UD         | 48  | 38 | 12 | 12 | 14 | 35  | 43 | -8   |
| 11   | Málaga CF          | 45  | 38 | 12 | 9  | 17 | 39  | 46 | -7   |
| 12   | Rayo Vallecano     | 43  | 38 | 13 | 4  | 21 | 46  | 80 | -34  |
| 13   | Getafe CF          | 42  | 38 | 11 | 9  | 18 | 35  | 54 | -19  |
| 14   | Espanyol Barcelone | 42  | 38 | 11 | 9  | 18 | 41  | 51 | -10  |
| 15   | Grenade CF         | 41  | 38 | 12 | 5  | 21 | 32  | 56 | -24  |
| 16   | Elche CF P         | 40  | 38 | 9  | 13 | 16 | 30  | 50 | -20  |
| 17   | UD Almería P       | 40  | 38 | 11 | 7  | 20 | 43  | 71 | -28  |
| 18   | CA Osasuna         | 39  | 38 | 10 | 9  | 19 | 32  | 62 | -30  |
| 19   | Real Valladolid    | 36  | 38 | 7  | 15 | 16 | 38  | 60 | -22  |
| 20   | Bétis Séville      | 25  | 38 | 6  | 7  | 25 | 36  | 78 | -42  |

Qualifications européennes
Ligue des champions 2014-2015
- 1er 2e et 3e : phase de groupes
- 4e : tour de barrages pour non-champions

Ligue Europa 2014-2015
- 5e : phase de groupes
- 6e : tour de barrages
- 7e : 3e tour de qualification

Relégation
- 18e, 19e et 20e : relégation en Liga Adelante

Abréviations
T : Tenant du titre

C : Vainqueur de la Coupe du Roi 2013-2014

S : Vainqueur de la Supercoupe d'Espagne 2013

C1 : Vainqueur de la Ligue des champions de l'UEFA 2013-2014

C3 : Vainqueur de la Ligue Europa 2013-2014

P : Promus de Liga Adelante
Le 17 mai 2014 le Real Madrid est troisième.

### Coupe du Roi
| Date       | Tour                  | Adversaire         | Lieu                                    | Score | Buteurs                                      |
| ---------- | --------------------- | ------------------ | --------------------------------------- | ----- | -------------------------------------------- |
| 07/12/2013 | 1/16e finale (aller)  | Olímpic Xàtiva     | La Murta, Xàtiva                        | 0-0   |                                              |
| 18/12/2013 | 1/16e finale (retour) | Olímpic Xàtiva     | Santiago Bernabéu, Madrid               | 2-0   | Illarramendi 16e, Di María 28e (pen.)        |
| 09/01/2014 | 1/8e finale (aller)   | CA Osasuna         | Santiago Bernabéu, Madrid               | 2-0   | Benzema 19e, Jesé 59e                        |
| 15/01/2014 | 1/8e finale (retour)  | CA Osasuna         | El Sadar, Pampelune                     | 0-2   | Ronaldo 21e (cf.), Di María 55e              |
| 21/01/2014 | 1/4 finale (aller)    | Espanyol Barcelone | Cornellà-El Prat, Cornellà de Llobregat | 0-1   | Benzema 25e                                  |
| 28/01/2014 | 1/4 finale (retour)   | Espanyol Barcelone | Santiago Bernabéu, Madrid               | 1-0   | Jesé 7e                                      |
| 05/02/2014 | 1/2 finale (aller)    | Atlético Madrid    | Santiago Bernabéu, Madrid               | 3-0   | Insúa 17e (csc), Jesé 57e, Miranda 73e (csc) |
| 11/02/2014 | 1/2 finale (retour)   | Atlético Madrid    | Vicente-Calderón, Madrid                | 0-2   | Ronaldo 6e (pen.) 16e (pen.)                 |
| 16/04/2014 | Finale                | FC Barcelone       | La Mestalla, Valence                    | 1-2   | Di María 10e, Bale 85e                       |

Le 16 avril 2014 le Real Madrid remporte la Coupe du Roi face au FC Barcelone.
| Copa del Rey Vainqueur 2013-2014 |
| -------------------------------- |
| Real Madrid 19e Titre            |

### Ligue des Champions

#### Phase de Groupes
| Date       | J.     | Adversaire     | Lieu                         | Score | Buteurs                                             |
| ---------- | ------ | -------------- | ---------------------------- | ----- | --------------------------------------------------- |
| 17/09/2013 | 1re J. | Galatasaray    | Türk Telekom Arena, Istanbul | 1-6   | Isco 33e, Benzema 54e 81e, Ronaldo 63e 66e 90+1e    |
| 02/10/2013 | 2e J.  | FC Copenhague  | Santiago Bernabéu, Madrid    | 4-0   | Ronaldo 21e 65e, Di María 71e 90+1e                 |
| 23/10/2013 | 3e J.  | Juventus Turin | Santiago Bernabéu, Madrid    | 2-1   | Ronaldo 4e 29e (pen.)                               |
| 05/11/2013 | 4e J.  | Juventus Turin | Juventus Stadium, Turin      | 2-2   | Ronaldo 52e, Bale 60e                               |
| 27/11/2013 | 5e J.  | Galatasaray    | Santiago Bernabéu, Madrid    | 4-1   | Bale 27e (cf.), Arbeloa 51e, Di María 63e, Isco 81e |
| 10/12/2013 | 6e J.  | FC Copenhague  | Parken Stadium, Copenhague   | 0-2   | Modrić 25e, Ronaldo 48e                             |

| Rang | Équipe         | Pts | J | G | N | P | Bp | Bc | Diff |  | Résultats (▼ dom., ► ext.) |     |     |     |     |
| ---- | -------------- | --- | - | - | - | - | -- | -- | ---- |  | -------------------------- | --- | --- | --- | --- |
| 1    | Real Madrid    | 16  | 6 | 5 | 1 | 0 | 20 | 5  | +15  |  | Real Madrid                |     | 4-1 | 2-1 | 4-0 |
| 2    | Galatasaray SK | 7   | 6 | 2 | 1 | 3 | 8  | 14 | -6   |  | Galatasaray SK             | 1-6 |     | 1-0 | 3-1 |
| 3    | Juventus       | 6   | 6 | 1 | 3 | 2 | 9  | 9  | 0    |  | Juventus                   | 2-2 | 2-2 |     | 3-1 |
| 4    | FC Copenhague  | 4   | 6 | 1 | 1 | 4 | 4  | 13 | -9   |  | FC Copenhague              | 0-2 | 1-0 | 1-1 |     |

#### 1/8 de finale
| Date       | Tour   | Adversaire | Lieu                         | Score | Buteurs                                        |
| ---------- | ------ | ---------- | ---------------------------- | ----- | ---------------------------------------------- |
| 26/02/2014 | Aller  | Schalke 04 | Veltins-Arena, Gelsenkirchen | 1-6   | Benzema 13e 57e, Bale 21e 69e, Ronaldo 52e 89e |
| 18/03/2014 | Retour | Schalke 04 | Santiago Bernabéu, Madrid    | 3-1   | Ronaldo 21e 74e, Morata 75e                    |

#### 1/4 de finale
| Date       | Tour   | Adversaire        | Lieu                        | Score | Buteurs                        |
| ---------- | ------ | ----------------- | --------------------------- | ----- | ------------------------------ |
| 02/04/2014 | Aller  | Borussia Dortmund | Santiago Bernabéu, Madrid   | 3-0   | Bale 3e, Isco 27e, Ronaldo 57e |
| 08/04/2014 | Retour | Borussia Dortmund | Signal Iduna Park, Dortmund | 2-0   |                                |

#### 1/2 finale
| Date       | Tour   | Adversaire    | Lieu                      | Score | Buteurs                              |
| ---------- | ------ | ------------- | ------------------------- | ----- | ------------------------------------ |
| 23/04/2014 | Aller  | Bayern Munich | Santiago Bernabéu, Madrid | 1-0   | Benzema 19e                          |
| 29/04/2014 | Retour | Bayern Munich | Allianz Arena, Munich     | 0-4   | Ramos 16e 20e, Ronaldo 34e 90e (cf.) |

#### Finale
| Date       | Tour   | Adversaire      | Lieu                     | Score | Buteurs                                                   |
| ---------- | ------ | --------------- | ------------------------ | ----- | --------------------------------------------------------- |
| 24/05/2014 | Finale | Atlético Madrid | Estádio da Luz, Lisbonne | 4-1ap | Ramos 90+3e, Bale 110e, Marcelo 118e, Ronaldo 120e (pen.) |

Le 24 mai 2014 le Real Madrid remporte la Ligue des champions face à l'Atlético Madrid.
| Ligue des champions Vainqueur 2013-2014 |
| --------------------------------------- |
| Real Madrid 10e Titre                   |

## Statistiques individuelles

### Buteurs (toutes compétitions)
(à jour après le match Real Madrid 4-1 Atlético Madrid, le 24 mai 2014)
| Rang                | Joueur              | Liga BBVA | Copa del Rey | Ligue des Champions | Total |
| ------------------- | ------------------- | --------- | ------------ | ------------------- | ----- |
| 1                   | Cristiano Ronaldo   | 31        | 3            | 17                  | 51    |
| 2                   | Karim Benzema       | 17        | 2            | 5                   | 24    |
| 3                   | Gareth Bale         | 15        | 1            | 6                   | 22    |
| 4                   | Isco                | 8         | 0            | 3                   | 11    |
| 5                   | Ángel Di María      | 4         | 3            | 3                   | 10    |
| 6                   | Álvaro Morata       | 8         | 0            | 1                   | 9     |
| 7                   | Jesé                | 5         | 3            | 0                   | 8     |
| 8                   | Sergio Ramos        | 4         | 0            | 3                   | 7     |
| 9                   | Pepe                | 4         | 0            | 0                   | 4     |
| 10                  | Asier Illarramendi  | 2         | 1            | 0                   | 3     |
| 11                  | Luka Modrić         | 1         | 0            | 1                   | 2     |
| 11                  | Marcelo             | 1         | 0            | 1                   | 2     |
| 11                  | Dani Carvajal       | 2         | 0            | 0                   | 2     |
| 14                  | Álvaro Arbeloa      | 0         | 0            | 1                   | 1     |
| 14                  | Sami Khedira        | 1         | 0            | 0                   | 1     |
| But contre son camp | But contre son camp | 1         | 2            | 0                   | 3     |
| Total               | Total               | 104       | 15           | 41                  | 160   |

(Les chiffres ci-dessus ne sont valables que pour les matchs officiels)
- Récapitulatif des buteurs madrilènes lors des matchs amicaux de la saison 2013-2014
  - 6 buts : Cristiano Ronaldo
  - 4 buts : Karim Benzema
  - 3 buts : Casemiro, Kaká et Jesé
  - 2 buts : Ángel Di María et Álvaro Morata
  - 1 buts : Sami Khedira, Gonzalo Higuaín, Mesut Özil, Marcelo, Raúl et Isco

### Passeurs décisifs (toutes compétitions)
| Rang  | Joueur             | Liga BBVA | Copa del Rey | Ligue des Champions | Total |
| ----- | ------------------ | --------- | ------------ | ------------------- | ----- |
| 1     | Ángel Di María     | 17        | 1            | 6                   | 24    |
| 2     | Gareth Bale        | 12        | 1            | 4                   | 17    |
| 3     | Cristiano Ronaldo  | 9         | 1            | 5                   | 15    |
| 3     | Karim Benzema      | 9         | 1            | 5                   | 15    |
| 5     | Luka Modrić        | 6         | 1            | 3                   | 10    |
| 6     | Isco               | 6         | 0            | 2                   | 8     |
| 7     | Marcelo            | 6         | 0            | 1                   | 7     |
| 8     | Jesé               | 4         | 2            | 0                   | 6     |
| 9     | Pepe               | 3         | 0            | 2                   | 5     |
| 10    | Sergio Ramos       | 1         | 0            | 2                   | 3     |
| 10    | Dani Carvajal      | 2         | 0            | 1                   | 3     |
| 12    | Xabi Alonso        | 1         | 1            | 0                   | 2     |
| 13    | Álvaro Morata      | 0         | 0            | 1                   | 1     |
| 13    | Fábio Coentrão     | 0         | 0            | 1                   | 1     |
| 13    | Álvaro Arbeloa     | 0         | 0            | 1                   | 1     |
| 13    | Casemiro           | 1         | 0            | 0                   | 1     |
| 13    | Asier Illarramendi | 1         | 0            | 0                   | 1     |
| 13    | Sami Khedira       | 1         | 0            | 0                   | 1     |
| 13    | Raphaël Varane     | 1         | 0            | 0                   | 1     |
| 13    | Nacho              | 1         | 0            | 0                   | 1     |
| Total | Total              | 81        | 8            | 33                  | 122   |

(Les chiffres ci-dessus ne sont valables que pour les matchs officiels)
- Récapitulatif des passeurs madrilènes lors des matchs amicaux de la saison 2013-2014
  - 4 passes : Ángel Di María et Isco
  - 3 passes : Cristiano Ronaldo
  - 2 passes : Mesut Özil et Álvaro Morata
  - 1 passes : Luka Modrić, Casemiro, Dani Carvajal, Marcelo et Jesé

### Récompenses et distinctions
Le 8 août 2013 Cristiano Ronaldo reçoit le prix du meilleur joueur de la finale de l'International Champions Cup face à Chelsea en inscrivant un doublé et termine meilleur buteur de la compétition avec 3 buts en 3 matchs.
Cristiano Ronaldo figure parmi les trois nommés au Prix du Meilleur joueur d'Europe décerné par l'UEFA le 29 août 2013 à Nyon. Il est 3e derrière Franck Ribéry qui termine 1er et Lionel Messi qui termine 2e.
Le 26 novembre 2013, Cristiano Ronaldo reçoit le Trophée Alfredo Di Stéfano (Meilleur joueur de la Liga pour la saison 2012-2013) par le quotidien sportif espagnol Marca pour la deuxième année consécutive.
Le 2 décembre 2013, Cristiano Ronaldo reçoit le Prix LFP du Meilleur joueur (MVP) de la Liga pour la saison 2012-2013. Sergio Ramos reçoit le Prix LFP de Meilleur défenseur. Iker Casillas reçoit le Prix LFP du Fair-play.
Deux joueurs du Real, Cristiano Ronaldo et Sergio Ramos font partie du FIFA/FIFPro World XI de l'année 2013.
Le 10 décembre 2013, Cristiano Ronaldo reçoit le Prix BBVA du Joueur du mois de novembre en Liga pour la saison 2013-2014.
Le 13 janvier 2014, Cristiano Ronaldo devient le septième joueur de l'histoire du Real Madrid à recevoir un Ballon d'or.
Le 15 janvier 2014 l’UEFA dévoile son onze type pour 2013, quatre joueurs du Real font partie de l’Équipe de l'année UEFA, Cristiano Ronaldo, Gareth Bale, Mesut Özil et Sergio Ramos.
Cristiano Ronaldo remporte le Pichichi et le Soulier d'or européen avec 31 buts.
Ángel Di María est le Meilleur passeur du championnat de Liga avec 17 passes.
Cristiano Ronaldo fait partie de l'Équipe-type de la Liga BBVA 2013-2014.
Cristiano Ronaldo est le Meilleur buteur de la Ligue des champions avec 17 buts, ce qui constitue le record de but sur une saison en Ligue des champions de l'UEFA.
Cinq joueurs du Real, Cristiano Ronaldo, Sergio Ramos, Luka Modrić, Ángel Di María et Gareth Bale font partie de l'Équipe-type de la Ligue des champions de l'UEFA 2013-2014.